# Biskoupky (Sebečice)
Biskoupky jsou malá vesnice, část obce Sebečice v okrese Rokycany v Plzeňském kraji. Nachází se asi jeden kilometr severozápadně od Sebečic. V roce 2011 zde trvale žilo 25 obyvatel.
Biskoupky jsou také název katastrálního území o rozloze 2,59 km².

## Historie
První písemná zmínka o Biskoupkách pochází z roku 1445. Vesnice tehdy patřila Purkartovi z Biskoupek, ale poté se stala součástí panství hradu Libštejn. V roce 1543 se dělili synové Bernarda z Valdštejna o dědictví po otci a Biskoupky připadly Kryštofovi z Valdštejna. Ten si ve vsi před rokem 1559 postavil dvůr s tvrzí, na které žil do roku 1573, kdy ji prodal Ladislavu Popelovi z Lobkovic ke zbirožskému panství. Ke tvrzi tehdy patřily kromě dvora a vsi také pivovar, pekárna, kovárna a vesnice Soběčice, Cetkov a Rovný. Tvrz ve vsi stála ještě v roce 1593, ale ztratila funkci vrchnostenského sídla a splynula s budovami dvora. Jejími pozůstatky jsou snad dvě souběžné budovy v hospodářském dvoře, v nichž se dochovaly renesanční valené klenby s hřebínkovými lunetami.

## Přírodní poměry
V severozápadní části katastrálního území se nachází přírodní památka Biskoupky vyhlášená na ochranu paleontologického naleziště.

## Obyvatelstvo
| Rok            | 1869 | 1880 | 1890 | 1900 | 1910 | 1921 | 1930 | 1950 | 1961 | 1970 | 1980 | 1991 | 2001 | 2011 | 2021 |
| -------------- | ---- | ---- | ---- | ---- | ---- | ---- | ---- | ---- | ---- | ---- | ---- | ---- | ---- | ---- | ---- |
| Počet obyvatel | 194  | 200  | 155  | 142  | 137  | 119  | 97   | 93   | 66   | 51   | 38   | 30   | 23   | 25   | 23   |
| Počet domů     | 27   | 27   | 27   | 25   | 25   | 25   | 24   | 24   | 24   | 19   | 17   | 24   | 23   | 23   | 23   |

## Obecní správa
Při sčítání lidu v letech 1869–1980 Biskoupky byly osadou obce Sebečice, se kterým patřily nejprve do okresu Hořovice, ale v letech 1900–1980 v okrese Rokycany. Od 1. dubna 1980 do 23. listopadu 1990 byly částí města Radnice v okrese Rokycany. Od 24. listopadu 1990 jsou částí obce Sebečice v okrese Rokycany.